# Kim Eun-sook
Kim Eun-sook (sinh năm 1973) là một nhà biên kịch người Hàn Quốc. Cô đã viết các bộ phim truyền hình nổi tiếng như Chuyện tình Paris (2004), Sóng gió hậu trường (2008), Khu vườn bí mật (2010), Phẩm chất quý ông (2012), Người thừa kế (2013), Hậu duệ mặt trời (2016), Yêu Tinh (2016–2017), Quý ngài Ánh dương (2018) và Quân vương bất diệt (2020).

## Sự nghiệp

### Những người yêu thích"bộ ba" và bộ phim đầu tay
Kim Eun Sook lần đầu tiên được chú ý khi bộ phim truyền hình Lovers in Paris của cô trở thành một hit lớn vào mùa hè năm 2004, với tỷ suất người xem trung bình là 41,3% và cao nhất là 57,6% (xếp hạng cao nhất mọi thời đại của # 11). Các diễn viên và đoàn làm phim đã di chuyển tới Pháp để quay một số cảnh ở Paris và Nice, tạo nên một xu hướng trong các bộ phim truyền hình Hàn Quốc cho các cảnh quay ở nước ngoài. Câu chuyện giống như cô bé Lọ Lem về một cô gái vui vẻ, bình thường, trở thành quản gia của một doanh nhân lạnh lùng và lanh lợi, các diễn viên chính Park Shin-yang và Kim Jung-eun đã chia sẻ Giải thưởng Lớn ("Daesang") tại Giải thưởng Phim truyền hình SBS 2004. Sau đó tại Giải thưởng nghệ thuật Baeksang năm 2005, Lovers in Paris đã giành được các giải thưởng sau: Daesang, Nữ diễn viên truyền hình xuất sắc nhất cho Kim Jung-eun và Kịch bản truyền hình hay nhất cho Kim Eun-sook và Kang Eun-jung..Bộ phim cũng trở nên nổi tiếng trên toàn thế giới và Kim Jung-eun được vinh danh là Nữ diễn viên xuất sắc nhất tại Giải thưởng Truyền hình Châu Á năm 2005.
Kim Eun Sook đã chọn một bối cảnh châu Âu khác cho bộ phim tiếp theo của mình, Lovers in Prague (2005). Trong một cuộc đảo ngược giới tính, Jeon Do-yeon đóng vai một nhà ngoại giao ở Praha, Cộng hòa Séc, người đem lòng yêu một thám tử cảnh sát, do Kim Joo-hyuk thủ vai. Kim Eun-sook cho biết cô muốn thể hiện một mối tình lãng mạn trong đó địa vị xã hội của người phụ nữ cao hơn đối tác của mình và muốn tạo ra sự khác biệt xã hội giữa hai nhân vật chính hết sức có thể bằng cách biến nữ anh hùng thành con gái của tổng thống của Nam Triều Tiên. Kim Eun Sook nói thêm: "Mặc dù một số người có thể nói đó là một câu chuyện phi thực tế khác, một bộ phim là một bộ phim truyền hình. Tôi chỉ muốn làm cho mọi người thích sự tưởng tượng. "  Jeon Do Yeon đã giành được Daesang tại Giải thưởng Phim truyền hình SBS năm 2005 và Kim Joo-hyuk đã giành giải Nam diễn viên truyền hình xuất sắc nhất tại Giải thưởng nghệ thuật Baeksang 2006.
Kim Eun Sook đã thử sức mình trong việc viết cho màn ảnh rộng trong bản melodrama Fly High năm 2006 (còn được gọi là Loving is Okay). Được đạo diễn bởi Kwak Ji-kyoon, bộ phim được đóng vai chính bởi Ji Hyun-woo là một học sinh trung học yêu một cô gái mắc bệnh nan y (Im Jung-eun). Bộ phim là một sự thất vọng nghiêm trọng tại phòng vé, và Kim Eun Sook sớm trở lại với môi trường truyền hình của cô.
Mặc dù các cảnh quay ở nước ngoài ở Hải Nam, Trung Quốc, kết luận về bộ ba " Lovers Lovers " của Kim Eun Sook được đặt tên đơn giản là Lovers (2006-2007). Dựa trên vở kịch của Lee Man-hee, vở kịch Xoay quanh và rời xa (cũng lấy cảm hứng từ bộ phim A Promise năm 1998), Kim lại chọn Kim Jung-eun, lần này đối diện với Lee Seo Jin, khi họ đóng vai một bác sĩ phẫu thuật thẩm mỹ và một tay xã hội đen bước vào một mối tình lãng mạn không tưởng  Mặc dù không thành công như những người tiền nhiệm của nó, Lovers ghi lại xếp hạng vững chắc ở độ tuổi thanh thiếu niên cao đến 20 tuổi.

### Về giải trí, chính trị và hoán đổi thân xác
Bộ phim sắp tới của Kim Eun Sook, On Air (2008), xoay quanh con số ngành công nghiệp giải trí - một đạo diễn truyền hình mới (Park Yong-ha), một biên kịch thành lập (Song Yun-ah, như Kim ALTER-cái tôi), một nữ diễn viên diva (Kim Ha -neul), và người quản lý đang gặp khó khăn của cô ấy (Lee Beom-soo), người có cuộc sống cá nhân và chuyên nghiệp đan xen trong quá trình quay một bộ phim truyền hình giả tưởng. Với đầy những vai khách mời và một người trong cuộc, nhìn vào những ngôi sao đằng sau hậu trường, On Air là một hit và đạo diễn Shin Woo-chul (trong lần hợp tác thứ tư với Kim) đã giành giải Đạo diễn truyền hình xuất sắc nhất tại Giải thưởng nghệ thuật Baeksang 2009.
Trong Tòa thị chính (2009), Cha Seung-won đóng vai một phó thị trưởng ưu tú với khát vọng của tổng thống, người bất ngờ rơi vào vai một nữ thị trưởng vô tình của chính phủ (Kim Sun-a). Mặc dù cô đã để lại không gian trong kịch bản cho Cha và Kim để quảng cáo, Kim Eun-sook gọi đó là tác phẩm hài hước nhất của cô. Cô nói rằng cô đã sử dụng chính trị làm nền cho sự lãng mạn để thể hiện chủ nghĩa lý tưởng của mình đối với các quan chức công cộng.
Câu chuyện tình yêu giữa vị chủ tịch giàu có, kiêu ngạo và lập dị của một trung tâm thương mại lớn(Hyun Bin) và một người phụ nữ đóng thế dũng cảm nhưng ngọt ngào (Ha Ji-won) có cơ thể thay đổi tâm hồn mỗi khi trời mưa, Secret Garden (2010-2011) trở thành một trong những hit lớn nhất trong sự nghiệp của Kim Eun Sook. Sau khi viết sáu bộ phim truyền hình, Kim Eun Sook cho biết cô "dự tính xem nên viết một bộ phim truyền hình có lợi cho thế giới hay một bộ phim sẽ đạt được xếp hạng tốt" và quyết định "từ bỏ độ sâu tôi đã thể hiện trong Tòa thị chính " (ghi âm vững chắc, nếu không ấn tượng, xếp hạng ở thanh thiếu niên cao). Thay vào đó, cô "thực hiện một bộ phim truyền hình nhẹ nhàng, dễ dàng cho cả gia đình thưởng thức vào cuối tuần" và cố tình viết nó "để vui vẻ". Khu vườn bí mật đã giành giải Phim truyền hình hay nhất tại Giải thưởng nghệ thuật Baeksang 2011, cũng như Kịch bản truyền hình hay nhất cho Kim Eun Sook, Nữ diễn viên truyền hình mới hay nhất cho Yoo In-na và Daesang cho Hyun. Kim cũng giành giải Nhà văn xuất sắc nhất tại Giải thưởng phim truyền hình quốc tế Seoul, Giải thưởng phim truyền hình Hàn Quốc và Giải thưởng nội dung Hàn Quốc.

### Sự trở lại truyền hình của Jang Dong Gun
Đến thời điểm này, bộ đôi nhà văn - đạo diễn của Kim Eun Sook và Shin Woo Chul đã nổi tiếng với việc tạo ra các bản hit, và các dự án của họ đã thu hút các diễn viên nổi tiếng. Năm 2012, sau 12 năm tham gia đóng phim, siêu sao Jang Dong Gun đã trở lại truyền hình trong A Gent man's Dignity. Jang nói rằng sự tham gia của bộ đôi biên kịch và đạo diễn vào dự án đã ảnh hưởng đến quyết định của anh. Sau khi liên tục ám chỉ anh trong On Air, Kim Eun Sook thú nhận "động cơ thầm kín" của cô rằng cô thực sự muốn làm việc trong một bộ phim truyền hình với Jang Dong Gun. Cô và đoàn làm phim đã quyết tâm đưa anh ta vào vai chính, không chỉ là sự quyết định được chuyển từ tháng 3 đến cuối tháng 5 để phù hợp với lịch trình của anh ấy, mà Kim Eun Sook, với hy vọng mời được Jang Dong Gun để đảm nhận vai trò ấy, nói dối vợ của Jang Dong Gun, nữ diễn viên Ko So-young sẽ không có cảnh hôn. Thay vào đó, Kim Eun Sook đã viết những cảnh hấp dẫn và gợi cảm, khi phù hợp với cái được gọi là "phiên bản nam 40 tuổi của Sex and the City ". Bộ phim miêu tả cuộc sống tình yêu hài hước của một nhóm bạn nam thân thiết do Jang Dong Gun, Kim Min-jong, Kim Su-ro, và Lee Jong-hyuk thủ vai, và ngôi sao On Air trước đây Kim Ha-neul đóng vai tình yêu của Jang.

### Những người thừa kế
Kim Eun Sook cho biết cô đã viết anh hùng của bộ phim truyền hình năm 2013 He Who Wishes Wear the Crown Endures Its weight: Heirs (còn được gọi là The Heirs hoặc The Heirs, 2013) dành riêng cho nam diễn viên Lee Min-ho. Anh đóng cặp cùng Park Shin-hye trong một bộ phim truyền hình hợp thời trang G Rum Girl lấy bối cảnh ở một trường trung học đông dân bởi những người giàu có. Kim Eun Sook cho biết sự khác biệt lớn nhất là viết về những cô gái 18 tuổi khi các nhân vật trước đây của cô đã ở tuổi ba mươi và bốn mươi tuổi, gọi The Heirs là "chuyện tình tuổi teen dành cho người lớn". Cô ấy thừa nhận rằng cô ấy sử dụng những lời sáo rỗng, "nhưng tất cả các tác phẩm trước đây của tôi đã sử dụng rất nhiều lời nói sáo rỗng và được khán giả đón nhận. Điều quan trọng là làm cho các nhân vật khác nhau, vì vậy khán giả quên đi các thiết lập sáo rỗng. Đó là những gì tôi giỏi, và đó là những gì tôi thấy vui. Tôi muốn mọi người nghĩ, 'Tôi đã từng thấy một thứ như thế này trước đây, nhưng đây vẫn là một niềm vui kỳ lạ.' " 

### Hậu duệ mặt trờivà phim truyền hình tiền sản xuất
Ba năm kể từ The Heirs, Kim Eun-sook tuyên bố rằng cô sẽ trở lại với một bản tình ca về một người đàn ông và một người phụ nữ gắn bó dần dần khi họ cứu sống những vùng thảm họa và cuối cùng yêu nhau. Với tiêu đề Hậu duệ mặt trời, bộ phim có sự tham gia của Song Joong-ki trong bộ phim truyền hình đầu tiên của anh sau khi xuất ngũ cùng với Song Hye-kyo. Lấy bối cảnh trong thế giới hư cấu của Uruk, Song Joong-ki đóng vai một đội trưởng lực lượng đặc biệt, người thực hiện nhiệm vụ gìn giữ hòa bình với việc lôi kéo một bác sĩ phẫu thuật quân đội do Song Hye-kyo thủ vai. Bộ phim quân sự đã đạt được thành công lớn và nhận được sự phổ biến rộng rãi trên khắp châu Á. Nó đã làm tăng sự phổ biến của cuộc nói chuyện của người lính Hàn Quốc. Chương trình cũng góp phần vào sự phát triển của du lịch ở Hy Lạp, nơi các cảnh của bộ phim được quay.
Thành công của Hậu duệ mặt trời đã chứng kiến sự thay đổi của sự phát triển vượt bậc đối với các bộ phim truyền hình Hàn Quốc được sản xuất trước. Tuy nhiên, trong một cuộc phỏng vấn, Kim Won-seok (đồng tác giả của Hậu duệ mặt trời) tuyên bố rằng có một số phần có thể được cải thiện nếu chương trình được quay khi nó được phát sóng, theo tiêu chuẩn ngành công nghiệp địa phương.
Sau thành công của Hậu duệ mặt trời, Kim Eun-sook đã viết hai bộ phim truyền hình tiếp theo của cô, Yêu tinh và Quý ngài ánh dương cho mạng cáp TVN vào năm 2016 và 2018. Cả hai bộ phim truyền hình hiện đang giữ mức xếp hạng trung bình cao nhất trên toàn quốc được ghi nhận cho các bộ phim truyền hình cáp: 12,955% cho Quý ngài ánh dương và 12,428% cho Yêu tinh.
Tác phẩm mới nhất của cô, Quý ngài ánh dương kể về một người Mỹ gốc Hàn trở về quê nhà với tư cách một người lính.

### Đánh giá quan trọng
Thương hiệu của Kim Eun Sook là những bộ phim hài lãng mạn bóng bẩy và bóng bẩy với những câu nói đùa nhanh. Một số nhà phê bình cho rằng Kim viết các nhân vật nông cạn, và cô ấy cũng phân cực như cô ấy thành công. Nhưng không chỉ hầu hết các bộ phim truyền hình của cô đều thu hút được nhiều người xem ở độ tuổi lớn và nhận được xếp hạng cao, mà họ còn có yếu tố phụ khiến họ trở thành những dự án nổi tiếng về văn hóa đại chúng, cho dù đó là do một câu thoại đặc biệt lôi cuốn hay lặp đi lặp lại đùa
Năm 2012, cô nhận được giải Thành tựu trọn đời tại Giải thưởng Phim truyền hình SBS.

## Phim

### Phim truyền hình
| Tiêu đề                       | Tiêu đề tiếng hàn                    | Nhà sản xuất & Phát hành | Thời gian phát sóng                                  | Tập                 | Đánh giá cao nhất | Đánh giá thấp nhất | Đánh giá trung bình |
| ----------------------------- | ------------------------------------ | ------------------------ | ---------------------------------------------------- | ------------------- | ----------------- | ------------------ | ------------------- |
| Nam của mặt trời              | 의 남쪽                              | SBS                      | 30 tháng 8 năm 2003 - 19 tháng 10 năm 2003           | 16                  | -                 | -                  | -                   |
| Những người yêu nhau ở Paris  | 의 연인                              | SBS                      | 12 tháng 6 năm 2004 - 15 tháng 8 năm 2004            | 20                  | 56,3%             | 23,6%              | 41,4%               |
| Những người yêu nhau ở Prague | 의 연인                              | SBS                      | 24 tháng 9 năm 2005 - 20 tháng 11 năm 2005           | 18                  | 30,3%             | 19,9%              | 26,1%               |
| Những người yêu thích         | 연인                                 | SBS                      | 8 tháng 11 năm 2006 - 11 tháng 1 năm 2007            | 20                  | 25,3%             | 10,3%              | 17,2%               |
| Sóng gió hậu trường           | 온에어                               | SBS                      | Ngày 5 tháng 3 năm 2008 - ngày 15 tháng 5 năm 2008   | 21                  | 26,2%             | 11,4%              | 19,5%               |
| Nữ thị trưởng                 | 시티 홀                              | SBS                      | 29 tháng 4 năm 2009 - 2 tháng 7 năm 2009             | 20                  | 18,7%             | 13,8%              | 16,5%               |
| Khu vườn bí mật               | 시크릿 가든                          | SBS                      | Ngày 13 tháng 11 năm 2010 - ngày 16 tháng 1 năm 2011 | 20                  | 35,2%             | 14,8%              | 24,3%               |
| Phẩm chất quý ông             | 신 의                                | SBS                      | 26 tháng 5 năm 2012 - 12 tháng 8 năm 2012            | 20                  | 24,4%             | 12,8%              | 19,3%               |
| Những người thừa kế           | 을 쓰려, 그 무게 를 견뎌 라 - 상속자 | SBS                      | 9 tháng 10 năm 2013 - 12 tháng 12 năm 2013           | 20                  | 25,6%             | 10,5%              | 16,7%               |
| Hậu duệ mặt trời              | 태양의 후예                          | KBS2                     | 24 tháng 2 năm 2016 - 14 tháng 4 năm 2016            | 16 + 3 tập đặc biệt | 38,8%             | 14,3%              | 28,6%               |
| Yêu tinh                      | 하고 찬란 하                         | tvN                      | Ngày 2 tháng 12 năm 2016 - ngày 21 tháng 1 năm 2017  | 16 + 3 tập đặc biệt | 18,7%             | 6,3%               | 12,9%               |
| Quý ngài Ánh dương            | 미스터 션샤인                        | tvN                      | Ngày 7 tháng 7 năm 2018 - ngày 30 tháng 9 năm 2018   | Tập đặc biệt 24 + 1 | 18,1%             | 7,7%               | 13,0%               |
| Quân vương bất diệt           | 더 킹: 영원 의                       | SBS                      |                                                      |                     |                   |                    |                     |

### Phim ảnh
- Bay cao (2006)

## Giải thưởng
- Giải thưởng Văn hóa & Nghệ thuật nổi tiếng Hàn Quốc lần thứ 7 năm 2017: Giải thưởng Thủ tướng [26]
- Giải thưởng nghệ thuật Baeksang lần thứ 53 năm 2017: Giải thưởng lớn (Truyền hình) (Người bảo vệ: Vị thần cô đơn và vĩ đại) [27]
- Giải thưởng phim truyền hình KBS lần thứ 30 năm 2016: Nhà văn xuất sắc nhất (Hậu duệ mặt trời)
- Giải thưởng truyền hình cầu vồng châu Á lần thứ 2 năm 2014: Biên kịch xuất sắc (Những người thừa kế)
- Giải thưởng Phim truyền hình 2012 của SBS: Giải thưởng Thành tựu (Nhân phẩm của một quý ông)
- Giải thưởng Nội dung Hàn Quốc năm 2011: Giải thưởng của Thủ tướng trong lĩnh vực phát thanh truyền hình (Khu vườn bí mật)
- Giải thưởng phim truyền hình Hàn Quốc lần thứ 4 năm 2011: Nhà văn xuất sắc nhất (Khu vườn bí mật)
- Giải thưởng phim truyền hình quốc tế Seoul lần thứ 6 năm 2011: Nhà biên kịch xuất sắc Hàn Quốc (Khu vườn bí mật)
- SBS 2011 상반기 작품상: 및 특별상 시상식 특별상 (Khu vườn bí mật)
- Giải thưởng nghệ thuật Baeksang lần thứ 47 năm 2011: Kịch bản truyền hình hay nhất (Khu vườn bí mật)
- 2009 SBS 상반기 작품상: 및 특별상 시상식 특별상 (Trực tuyến)
- SBS Drama Awards: Giải thưởng đặc biệt (Lovers in Paris)
- Giải thưởng nghệ thuật Baeksang lần thứ 41 năm 2005: Kịch bản truyền hình hay nhất (Người tình ở Paris)

## Cộng tác viên thường xuyên
- Shin Woo-chul, giám đốc
- Yoon Se-ah, nữ diễn viên
- Lee Eung-bok, giám đốc